# Миколайчики польові
Микола́йчики польові́, миколайчик полевий (Eryngium campestre) — рослина родини окружкових.

## Загальна характеристика
В Україні ростуть ще два близьких види — миколайчики приморські й миколайчики сині. Від миколайчиків польових відрізняються тим, що мають сині квітки, а в миколайчиків синіх, крім того, у синій колір забарвлена і верхня частина плодоносного пагона.

## Морфологічна будова
Стебло — розгалужене, голе, висотою 30—60 см. Листки — чергові, глибокотрироздільні, верхні сидячі, обгортають стебло. Суцвіття — на розгалужених стеблах — кулясті головки суцвіть, оточені колючими покривними листками. Зубці чашечки закінчуються довгим колючим вістрям. Квітки дрібні, білуваті. Корінь — стрижневий.

## Розвиток
Сходить — сходи з сім'янок, а пагони з бруньок на кореневій шийці — в квітні — червні. Осінні сходи на крайньому півдні перезимовують. Цвіте з липня по вересень, Плодоносить — у вересні — жовтні.

## Насіння
Плід — сім'янка. Колір — світло-сірий. Форма — яйцеподібна, вкрита білими лусочками, зверху з двома-трьома солом'яно-бурими зубчиками, Розмір — довжина 3—4,5, ширина 1,5-2, товщина 0,75—1. Маса 1000 сім'янок — 1,5—2 г.

## Біологічні особливості

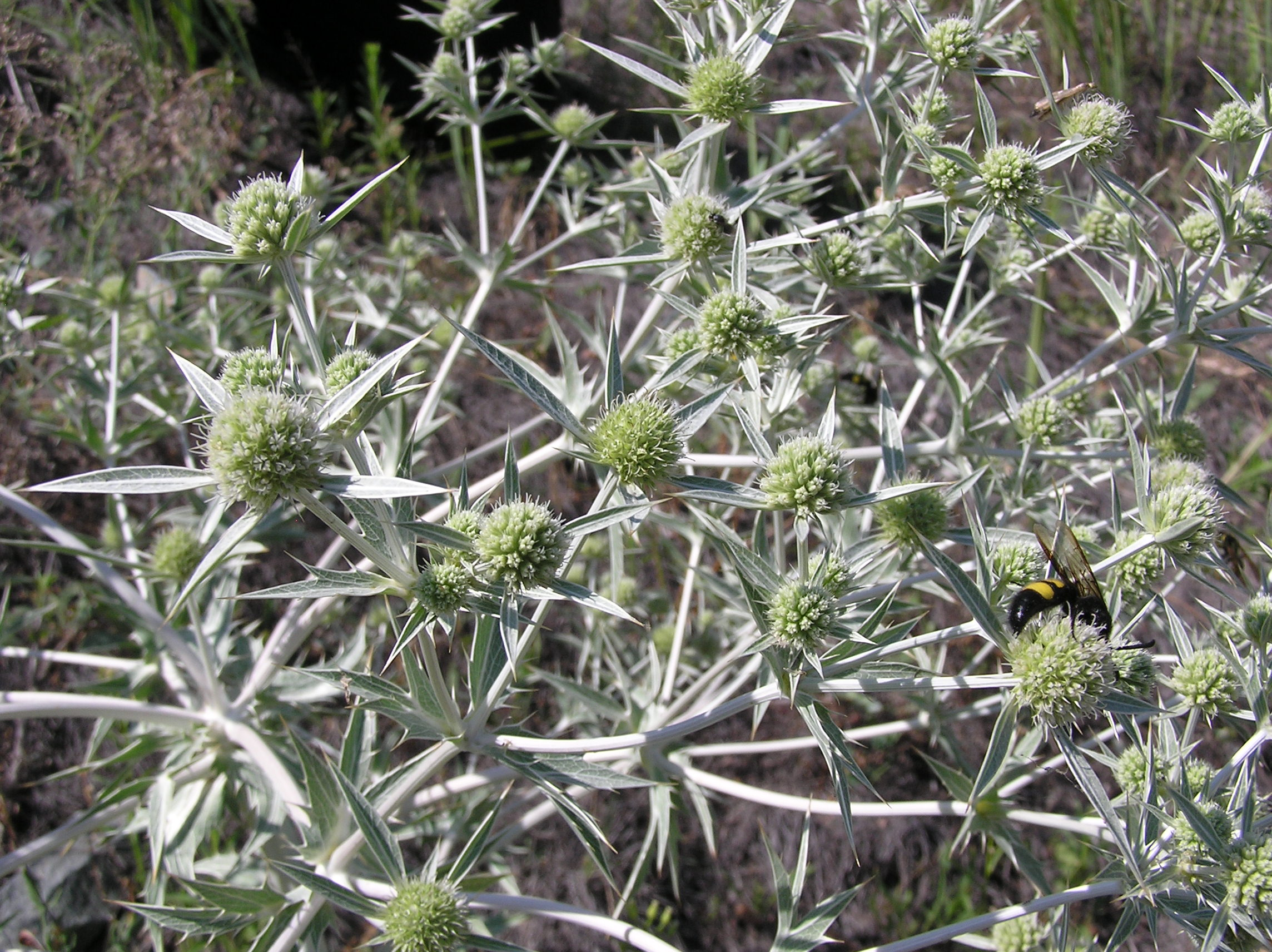
Eryngium campestre

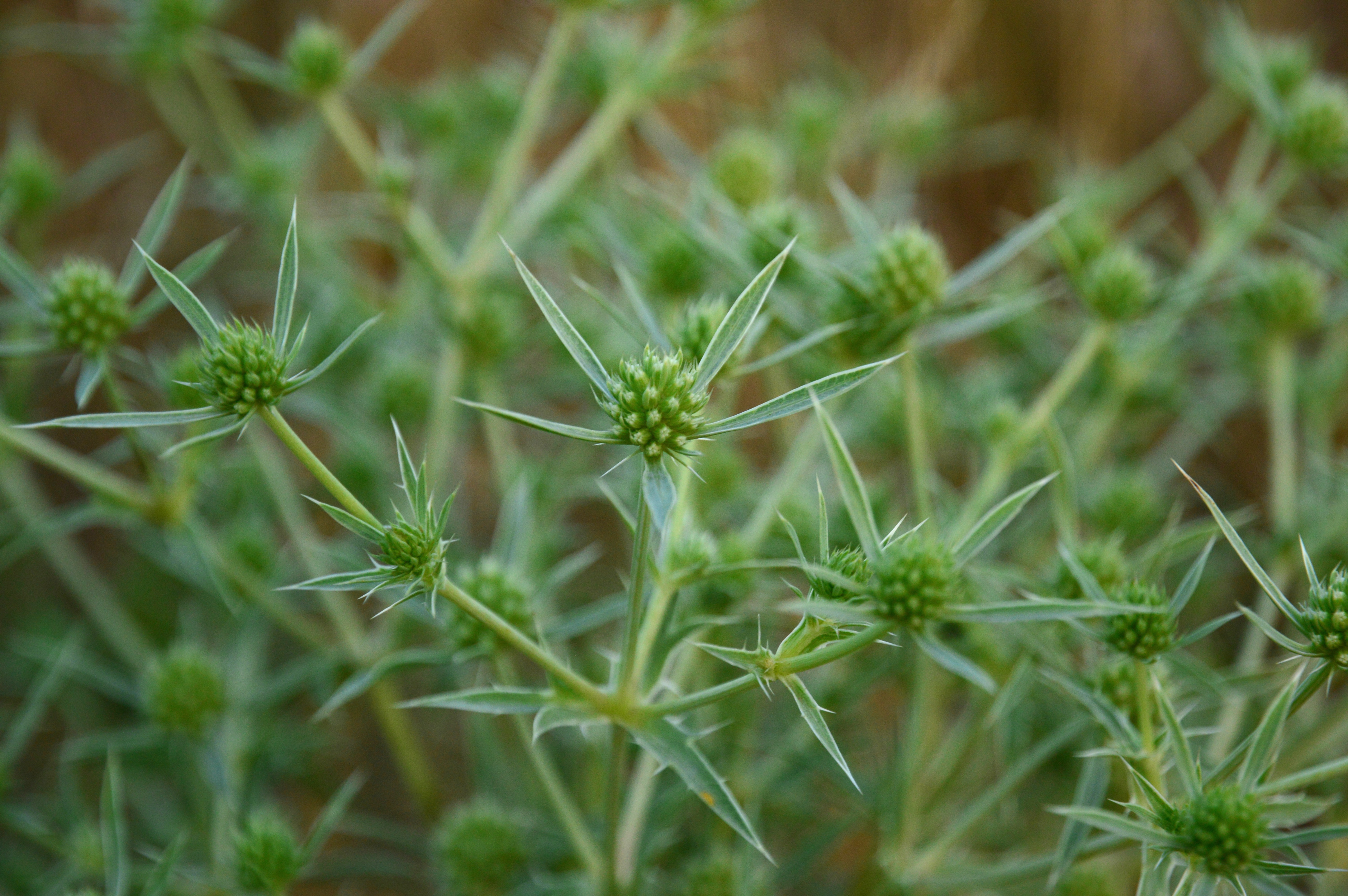
Eryngium campestre

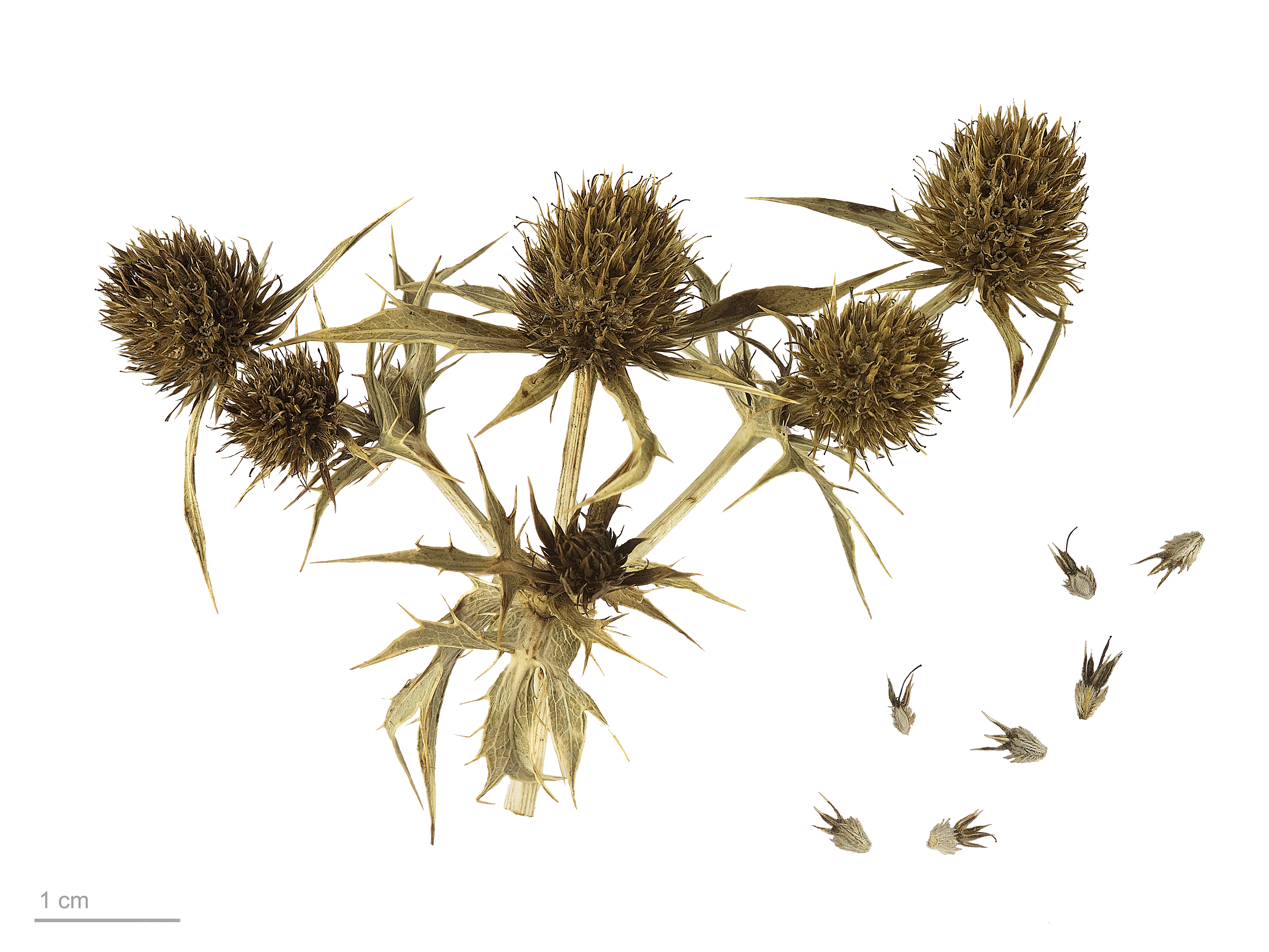
Eryngium campestre — Тулузький музей

Глибина проростання — 6—8 см.

## Екологічні умови
Температура проростання — оптимальна +18… +22°.

## Поширення
Рослина росте у Південній та Центральній Європі, на Британських островах, в Україні (особливо в Криму), в Молдові, на Кавказі, в європейській частині Росії.
Поширена у степовій і лісостеповій зонах України, зрідка трапляється на відкритих місцях у південних районах Полісся. Росте на степових пасовищах, полях, біля доріг та жител.

## Може засмічувати групи культур
- Кормові трави